# Christian Rasmussen
Christian Theodor Kjelder Rasmussen (Kongens Lyngby, 19 januari 2003) is een Deens voetballer die als aanvaller speelt. Hij verruilde Ajax in juli 2025 voor Fortuna Düsseldorf.

## Clubcarrière

### Ajax
Christian Rasmussen speelde in de jeugd van FC Nordsjælland. In 2019 maakte hij de overstap naar de jeugdopleiding van Ajax. Hij debuteerde in het betaald voetbal voor Jong Ajax op 30 augustus 2020 in de met 0–4 verloren thuiswedstrijd tegen Roda JC. Bij Jong Ajax speelde hij als spits of rechtsbuiten, en later ook als nummer tien op het middenveld. In seizoen 2022/23 mocht hij twee keer kort invallen in een Eredivisie-wedstrijd voor het eerste team. In seizoen 2023/24 werd hij door Ajax verhuurd aan zijn oude club FC Nordsjælland. In seizoen 2024/25 keerde hij terug bij Ajax en kreeg hij voor het eerst wat meer speeltijd in het eerste team.

## Clubstatistieken

### Beloften
| Seizoen         | Club            | Competitie      | Competitie | Competitie | Beker | Beker | Internationaal | Internationaal | Totaal | Totaal |
| Seizoen         | Club            | Competitie      | Wed.       | Dlp.       | Wed.  | Dlp.  | Wed.           | Dlp.           | Wed.   | Dlp.   |
| --------------- | --------------- | --------------- | ---------- | ---------- | ----- | ----- | -------------- | -------------- | ------ | ------ |
| 2020/21         | Jong Ajax       | Eerste divisie  | 16         | 0          | 0     | 0     | —              | —              | 16     | 0      |
| 2021/22         | Jong Ajax       | Eerste divisie  | 36         | 7          | 0     | 0     | —              | —              | 36     | 7      |
| 2022/23         | Jong Ajax       | Eerste divisie  | 29         | 9          | 0     | 0     | —              | —              | 29     | 9      |
| 2023/24         | Jong Ajax       | Eerste divisie  | 2          | 1          | 0     | 0     | —              | —              | 2      | 1      |
| 2024/25         | Jong Ajax       | Eerste divisie  | 2          | 1          | 0     | 0     | —              | —              | 2      | 1      |
| 2022/23         | Ajax            | Eredivisie      | 2          | 0          | 1     | 0     | —              | —              | 3      | 0      |
| 2023/24         | Ajax            | Eredivisie      | 0          | 0          | 0     | 0     |                |                | 0      | 0      |
| 2024/25         | Ajax            | Eredivisie      | 9          | 1          | 1     | 0     | 11             | 1              | 14     | 0      |
| Club totaal     | Club totaal     | Club totaal     | 96         | 19         | 1     | 0     | 11             | 1              | 108    | 18     |
| Carrière totaal | Carrière totaal | Carrière totaal | 96         | 19         | 1     | 0     | 11             | 1              | 108    | 18     |

Bijgewerkt op 22 december 2024.